# VOCHoorn
VOCHoorn is een Nederlandse lokale politieke partij in de Noord-Hollandse gemeente Hoorn. Het doel van partij is het versterken en ontwikkelen van de centrumfunctie van de gemeente Hoorn, vandaar de naam VOCHoorn, Versterking en Ontwikkeling van de Centrumfunctie van de gemeente Hoorn.

## Geschiedenis
De partij kwam in 2002 met 3 zetels in de gemeenteraad. In 2006 kwamen er daar 3 zetels bij, wat het totaal op 6 brengt. Tot eind 2008 zat VOCHoorn in de coalitie. Derhalve leverde zij ook een wethouder. In de gemeente Hoorn waren dit tot december 2008 vijf wethouders afkomstig van de coalitiepartijen: twee van de PvdA en een van VOCHoorn, CDA en GroenLinks. In december 2008 is VOCHoorn uit de coalitie gestapt en levert daardoor geen wethouder meer. De overige vier wethouders nemen onderling zijn taken over. Het dossier Jeugd en Alcohol was niet het breekpunt om uit de coalitie te stappen. Maar de uitlatingen, tijdens een laatste schorsing van het jeugd en alcoholdebat, door de regisseur van de PvdA, waren van doorslaggevende betekenis om tot het genomen besluit te komen. Tijdens deze schorsing deed VOCHoorn haar mening gestand en bleef zij bij haar standpunt, waarop meegedeeld is geworden dat de coalitie ook zonder VOCHoorn verder zou kunnen gaan. Want PvdA, CDA en GroenLinks bleven een raadsmeerderheid behouden. In de beleving van VOCHoorn was reeds een nieuwe formatie begonnen. Dit was voor VOCHoorn dan ook reden om de samenwerking te evalueren wat heeft geleid tot het opstappen uit de coalitie.
Sinds de verkiezingen van 2011, waarbij de partij 5 zetels behaalde, heeft zij weer een wethouder in het college, waarin zij samenwerkt met VVD, CDA, D66 en de lokale partij Fractie Tonnaer. De VOCHoorn-wethouder beheert volgens de gemeentegids 2011 onder andere de portefeuilles Economische Zaken, Sociale Zaken, toerisme en evenementen.

## Programma
Verder was een van de programmapunten van VOCHoorn was het pleiten voor de terugkeer van de kaasmarkt in Hoorn. Sinds 2007 wordt deze kaasmarkt weer gehouden op de Roode Steen in Hoorn, waar de kaasmarkt vroeger ook plaatsvond. De kaasmarkt wordt in 2007 gehouden in het teken van Hoorn 650 jaar stadsrechten. Of de kaasmarkt ook de volgende jaren plaats gaat vinden is nog niet helemaal duidelijk, maar waarschijnlijk zal de kaasmarkt de volgende jaren blijven als toeristentrekker.